# Slobodna Dalmacija (člun)
Slobodna Dalmacija je historický člun, který byl postaven na ostrově Korčula v roce 1894. Loď nalezli Tonka Alujević a Alen Krstulović v zanedbaném stavu. Loď byla opravena nákladem splitských novin Slobodna Dalmacija a podle nich také pojmenována. V roce 2007 loď ztroskotala ve splitském přístavu. V následujícím roce byla opravena na ostrově Brač v dílně Nikoly Stančiće v Selci. Výstroj lodi provedl Jadran Gamulin z Dubrovníku se svými kolegy, kladky vyrobil Mate Radovan ze Splitu. Loď znovu vyplula 23. června 2008.
Loď se pravidelně účastní přehlídek historických lodí (Brest, Stari Grad a další). Slouží rovněž k praktickému výcviku mladých námořníků.
Loď je patrně nejstarším dalmatským člunem, která je stále funkční. Provoz lodi byl financován z rozpočtových prostředků v rámci Programu rozvoje, ochrany a zhodnocení námořního dědictví Splitsko-dalmatské župy a z rozpočtových prostředků města Split jako kulturní a umělecký projekt na zachování kulturního dědictví.